# Lijst van koningen van Noorwegen
Noorwegen is niet door een enkele koninklijke dynastie geregeerd geweest, maar door meerdere. Uit verschillende landsdelen, bestuurd door lokale koningen en vorsten, ontstond in de Vikingtijd een eenheid. Harald I Haarfagre (Schoonhaar) wordt gezien als degene die van al deze rijkjes, één rijk maakte.
Aan het begin van de 11e eeuw was het Noorse rijk wederom bijna uiteengevallen. Pas toen Olaf Haraldsson (de Heilige) van het geslacht Ynglinge in 1015 in Noorwegen kwam, werd het land weer tot een rijk verzameld – en niet meer verdeeld onder Deense en Zweedse koningen, naast de graven van Lade en Erling Skjalgsson van Sola (nabij Stavanger).
Alvorens de wet met betrekking tot de troonopvolging werd ingevoerd in 1163, was het erfrecht met betrekking tot de troon een zeer gecompliceerde kwestie. Het kwam voor dat broers de troon deelden. In deze wet werd vastgelegd dat de oudste, binnen een huwelijk geboren zoon van de overleden koning recht op de troon had. Tijdens de burgeroorlogen tussen 1130 en 1240 eisten velen, ondanks deze wet, de troon en de titel op. Er waren er echter slechts weinigen die verder kwamen dan troonpretendent, ook al worden ze in bronnen "koning" genoemd.

## Beknopt overzicht
Dit artikel biedt een overzicht van de regenten van Noorwegen vanaf de Vikingtijd tot vandaag. Onderwijl zijn er verschillende samenstellingen van geografische gebieden en (politieke) unies geweest:
| 1263-1814  | Het Noorse koninkrijk (incl. de Faeröer, Groenland en IJsland)               |
| 1319-1343  | Unie tussen Zweden en Noorwegen                                              |
| 1380-1396  | Unie tussen Denemarken en Noorwegen                                          |
| 1397-1536  | De Unie van Kalmar                                                           |
| 1397-1523  | Unie tussen Denemarken, Noorwegen en Zweden                                  |
| 1523-1536  | Unie tussen Denemarken en Noorwegen                                          |
| 1536-1814  | Het Koninkrijk Denemarken-Noorwegen (incl. de Faeröer, Groenland en IJsland) |
| 1814-1905  | Unie tussen Zweden en Noorwegen (verlies Faeröer, Groenland en IJsland)      |
| 1905-heden | Het Noorse koninkrijk                                                        |

## Koningen van Noorwegen (872-heden)

### Huis Ynglinge(872-1319)
| Monarch | Monarch                                               | Regeringsperiode | Opmerking                                      |
| ------- | ----------------------------------------------------- | ---------------- | ---------------------------------------------- |
|         | Harald I Schoonhaar                                   | 872-931          | 1e koning van heel Noorwegen                   |
|         | Erik I Bloedbijl                                      | 931-933          | + koning van Northumbria (na 933)              |
|         | Haakon I (920-961) de Goede                           | 933-961          |                                                |
|         | Harald II Grijshuid                                   | 961-976          |                                                |
|         | Harald I van Denemarken (930-986) Blauwtand           | 976-986          | + Denemarken (958-986)                         |
|         | Haakon Sigurdsson (935-995) Onderkoning               | 976-986          | graaf van Lade (Trøndelag) en Northumbria      |
|         | Sven I van Denemarken (965-1014) Gaffelbaard          | 986-995          | + Denemarken (958-1014)                        |
|         | Haakon Sigurdsson (935-995) Onderkoning               | 986-995          | graaf van Lade (Trøndelag) en Northumbria      |
|         | Olaf I Trygvasson (963-1000)                          | 995-999          |                                                |
|         | Sven I van Denemarken (965-1014) Gaffelbaard          | 999-1014         | + Denemarken (958-1014)                        |
|         | Sven Haakonsson (970-1016) Onderkoning                | 999-1014         |                                                |
|         | Erik Haakonsson (960-1023) Onderkoning                | 999-1012         |                                                |
|         | Olaf II (995-1030) de Heilige                         | 1014-1028        |                                                |
|         | Knoet de Grote (994-1035)                             | 1028-1035        | + Denemarken (1016-1035)                       |
|         | Haakon Eriksson (997-1030) Onderkoning                | 1028-1029        |                                                |
|         | Sven Knoetsson Onderkoning                            | 1030-1035        |                                                |
|         | Magnus I (1024-1047)                                  | 1035-1047        | + Denemarken (1042-1047)                       |
|         | Harald III (1015-1066) Harderegent                    | 1047-1066        |                                                |
|         | Magnus II (1048-1069)                                 | 1066-1069        |                                                |
|         | Olaf III (1050-1093) de Zwijgzame                     | 1069-1093        |                                                |
|         | Haakon Magnusson Toresfostre (1068-1094)              | 1093-1094        |                                                |
|         | Magnus III (1073-1103) Barrevoets                     | 1093-1103        | + koning van Man (1099-1102) en Orkneyeilanden |
|         | Olaf Magnusson (1099-1115)                            | 1103-1115        |                                                |
|         | Øystein I (1088-1123)                                 | 1103-1123        |                                                |
|         | Sigurd I (1090-1130) de Jeruzalemganger               | 1103-1130        |                                                |
|         | Magnus IV (1115-1139) de Blinde                       | 1130-1135        |                                                |
|         | Harald IV Gille (1103-1136)                           | 1130-1136        |                                                |
|         | Sigurd II (1133-1155) Munn                            | 1136-1155        | 1136-ca. 1140 medekoning Magnus Haraldsson     |
|         | Inge I (1135-1161) Kromrug                            | 1136-1161        |                                                |
|         | Sigurd Slembe (1100-1139) Tegenkoning de Luidruchtige | 1135-1139        |                                                |
|         | Magnus IV (1115-1139) Tegenkoning de Blinde           | 1137-1139        |                                                |
|         | Øystein II (1125-1157)                                | 1142-1157        |                                                |
|         | Haakon II (1147-1162) Breedschouder                   | 1157-1162        |                                                |
|         | Magnus V Erlingsson (1156-1184)                       | 1161-1184        |                                                |
|         | Sigurd Markusfostre (?-1163) Tegenkoning              | 1162-1163        |                                                |
|         | Øystein Møyla (?-1177) Tegenkoning                    | 1174-1177        |                                                |
|         | Sverre Sigurdsson (1151-1202)                         | 1184-1202        |                                                |
|         | Jon Kuvlung (?-1188) Tegenkoning                      | 1185-1188        |                                                |
|         | Sigurd Magnusson (1180-1194) Tegenkoning              | 1193-1194        |                                                |
|         | Inge Magnusson (?-1202) Tegenkoning                   | 1196-1202        |                                                |
|         | Haakon III (1177-1204)                                | 1202-1204        |                                                |
|         | Guttorm Sigurdsson (1199-1204)                        | 1204             |                                                |
|         | Inge II Bårdsson (1185-1217)                          | 1204-1217        |                                                |
|         | Erling Steinvegg (?-1207) Tegenkoning                 | 1204-1207        |                                                |
|         | Filippus Simonsson (?-1217) Tegenkoning               | 1207-1217        |                                                |
|         | Haakon IV (1204-1263)                                 | 1217-1263        |                                                |
|         | Magnus VI (1238-1280) Lagerbøte (Wetverbeteraar)      | 1263-1280        |                                                |
|         | Erik II (1268-1299)                                   | 1280-1299        |                                                |
|         | Haakon V (1270-1319) de Oudere                        | 1299-1319        |                                                |

### Huis Folkung(1319-1387)
| Monarch | Monarch                          | Regeringsperiode | Opmerking                                            |
| ------- | -------------------------------- | ---------------- | ---------------------------------------------------- |
|         | Magnus VII (1316-1374)           | 1319-1355        | + Zweden (II) (1320-1363)                            |
|         | Haakon VI (1340-1380) de Jongere | 1355-1380        | 1343-1355: ook medekoning naast zijn vader           |
|         | Olaf IV (1370-1387)              | 1380-1387        | + Denemarken (III) (1376-1387) en Zweden (1385-1387) |

### Huis Waldemar(1388-1442)
| Monarch | Monarch                           | Regeringsperiode | Opmerking                                                   |
| ------- | --------------------------------- | ---------------- | ----------------------------------------------------------- |
|         | Margaretha (1353-1412)            | 1388-1412        | + Denemarken (1387-1412) en Zweden (1389-1412)              |
|         | Erik III (1382-1459) van Pommeren | 1389-1442        | + Denemarken (VII) (1389-1439) en Zweden (XIII) (1412-1439) |

### Huis Wittelsbach(1442-1450)
| Monarch | Monarch                   | Regeringsperiode | Opmerking                                            |
| ------- | ------------------------- | ---------------- | ---------------------------------------------------- |
|         | Christoffel (1418-1448)   | 1442-1448        | + Denemarken (III) (1439-1448) en Zweden (1439-1448) |
|         | Karel I Bonde (1409-1470) | 1449-1450        | + Zweden (1448-1470)                                 |

### Huis Oldenburg(1450-1814)
| Monarch     | Monarch                         | Regeringsperiode | Opmerking                                      |
| ----------- | ------------------------------- | ---------------- | ---------------------------------------------- |
|             | Christiaan I (1426-1481)        | 1450-1481        | + Denemarken (1448-1481) en Zweden (1457-1464) |
| Interregnum | 1481-1483                       |                  |                                                |
|             | Johan (1455-1513)               | 1483-1513        | + Denemarken (1481-1513) en Zweden (1497-1501) |
|             | Christiaan II (1481-1559)       | 1513-1523        | + Denemarken (1513-1523) en Zweden (1520-1521) |
|             | Frederik I (1471-1533)          | 1523-1533        | + Denemarken                                   |
|             | Christiaan III (1503-1559)      | 1533-1559        | + Denemarken                                   |
|             | Frederik II (1534-1588)         | 1559-1588        | + Denemarken                                   |
|             | Christiaan IV (1577-1648)       | 1588-1648        | + Denemarken                                   |
|             | Frederik III (1609-1670)        | 1648-1670        | + Denemarken                                   |
|             | Christiaan V (1646-1699)        | 1670-1699        | + Denemarken                                   |
|             | Frederik IV (1671-1730)         | 1699-1730        | + Denemarken                                   |
|             | Christiaan VI (1699-1746)       | 1730-1746        | + Denemarken                                   |
|             | Frederik V (1723-1766)          | 1746-1766        | + Denemarken                                   |
|             | Christiaan VII (1749-1808)      | 1766-1808        | + Denemarken                                   |
|             | Frederik (1753-1805) Regent     | 1772-1784        |                                                |
|             | Frederik VI (1768-1839) Regent  | 1784-1808        |                                                |
|             | Frederik VI (1768-1839)         | 1808-1814        | + Denemarken(1808-1839)                        |
|             | Christiaan Frederik (1786-1848) | 1814             | + Denemarken (1839-1848) als Christiaan VIII   |

### Huis Holstein-Gottorp(1814-1818)
| Monarch | Monarch              | Regeringsperiode | Opmerking            |
| ------- | -------------------- | ---------------- | -------------------- |
|         | Karel II (1748-1818) | 1814-1818        | + Zweden (1808-1818) |

### Huis Bernadotte(1818-1905)
| Monarch | Monarch                     | Regeringsperiode | Opmerking            |
| ------- | --------------------------- | ---------------- | -------------------- |
|         | Karel III Johan (1763-1844) | 1818-1844        | + Zweden             |
|         | Oscar I (1799-1859)         | 1844-1859        | + Zweden             |
|         | Karel IV (1826-1872)        | 1859-1872        | + Zweden             |
|         | Oscar II (1829-1907)        | 1872-1905        | + Zweden (1872-1907) |

### Huis Sleeswijk-Holstein-Sonderburg-Glücksburg(1905-heden)
| Monarch | Monarch                | Regeringsperiode |
| ------- | ---------------------- | ---------------- |
|         | Haakon VII (1872-1957) | 1905-1957        |
|         | Olaf V (1903-1991)     | 1957-1991        |
|         | Harald V (1937)        | 1991-heden       |

## Gemalin
| naam | naam                                             | Periode   | Partner           |
| ---- | ------------------------------------------------ | --------- | ----------------- |
|      | Koningin Maud Prinses Maud van Wales (1869-1938) | 1905-1938 | Koning Haakon VII |
|      | Koningin Sonja Sonja Haraldsen (1937)            | 1991      | Koning Harald V   |

## Lijn van de Noorse Troonopvolging
- Harald V (1937)
  - (1) Kroonprins Haakon Magnus (1973), zoon van Harald V
    - (2) Prinses Ingrid Alexandra (2004), dochter van Haakon Magnus
    - (3) Prins Sverre Magnus (2005), zoon van Haakon Magnus

  - (4) Prinses Märtha Louise (1971), dochter van Harald V
    - (5) Maud Angelica Behn (2003), dochter van Märtha Louise
    - (6) Leah Isadora Behn (2005), dochter van Märtha Louise
    - (7) Emma Tallulah Behn (2008), dochter van Märtha Louise